# Walter William Rouse Ball
Walter William Rouse Ball, citato spesso come W. W. Rouse Ball (Hampstead, 14 agosto 1850 – Elmside, 4 aprile 1925), è stato un matematico e avvocato britannico, noto soprattutto per le sue opere sulla storia della matematica e sulla matematica ricreativa.
Fu membro del Trinity College Cambridge dal 1878 al 1905.

## Opere
- A Short Account of the History of Mathematics, testo integrale online (prima ed. 1888)
- Mathematical Recreations and Essays (prima ed. 1892; successive con H.S.M. Coxeter)
- A History of the First Trinity Boat Club (1908)